# Chantimelle
Chantimelle ist eine Siedlung im Parish Saint Patrick im Norden von Grenada.

## Geographie
Die Siedlung liegt im Inselinnern am Südhang des Mount Rodney auf ca. 150 m Höhe. Die nächstgelegenen Siedlungen sind Des Isles, Union im selben Parish und Welcome Hall, sowie Union im Parish St. Mark und Duquesne.
Im Ort gibt es gleich drei Kirchen: Hosanna Worship Centre (PAWI), Chantimelle SDA Church und die New Testament Church Of God, sowie die private katholische Schule Chantimelle.R.C.School. An der Straße nach Union (St. Mark) liegt das Landgut Samaritan Estate.